# Nokia 5100
Nokia 5100 — сотовый телефон фирмы Nokia, анонсированный 4 ноября 2002 года и выпущенный в начале 2003 года.
Телефон позиционировался «для активных людей», производитель отмечал, что «функциональный, модный и красивый дизайн Nokia 5100 отлично сочетается с разнообразными функциями». Имеет множество разных функций, присущих телефонам того времени, таких как калькулятор, будильник и фонарик, а также весьма необычных, например, термометр, счётчик калорий и измеритель уровня шума. Также есть FM радио.
Телефон отличается от других необычным дизайном корпуса и сменных панелей. Модель была доступна в нескольких цветовых решениях: синий (на фотографии), темно-серый, зелёный и оранжевый. Можно было купить панель другого цвета (сменные панели Xpress-on) и поменять её.